# 贾家营镇
贾家营镇，是中华人民共和国河北省张家口宣化区下辖的一个乡镇级行政单位。

## 行政区划
贾家营镇下辖以下地区：
贾家营村、双印子村、翰林庄村、宋家营村、贾家湾村、元台子村、杨家营村、姚家营村、下葛峪村、赵家窑村、西葛峪村、东葛峪村、东深沟村、西深沟村、大慢岭村、马家窑村、马家湾村、东泡沙村、西泡沙村、大湾村、戴家窑村、鲍家庄村、姚家沟村和新曹庄村。